# 雷伊·鲍曼
雷伊·鲍曼（Ray H. Baughman，1942年—2025年4月18日），美国材料学家。1964年在卡内基梅隆大学获物理学学士学位，1971年在哈佛大学获材料科学博士学位。2001年成为德克萨斯大学达拉斯分校罗伯特·韦尔奇教授、纳米科技研究所主任。鲍曼是美国国家工程院院士、德克萨斯州医学、工程与科学学会会员、皇家化学会会员、美国物理学会会员、俄罗斯自然科学院外籍院士。
鲍曼的团队于2003年合成了一种碳纳米管复合纤维，蜘蛛丝的强度相匹配。纳米管的构成是由碳原子键合到一个六角形网格的类似石墨的框架上，该框架被卷成的无缝圆筒，直径几乎比一个纳米还小。这种复合纤维比之前的天然或人工合成的有机纤维都强韧，并能够被织成纺织品。纤维还可用于制作超级电容器，能够存储大量的电力电子元件。